# ラジオペンチ

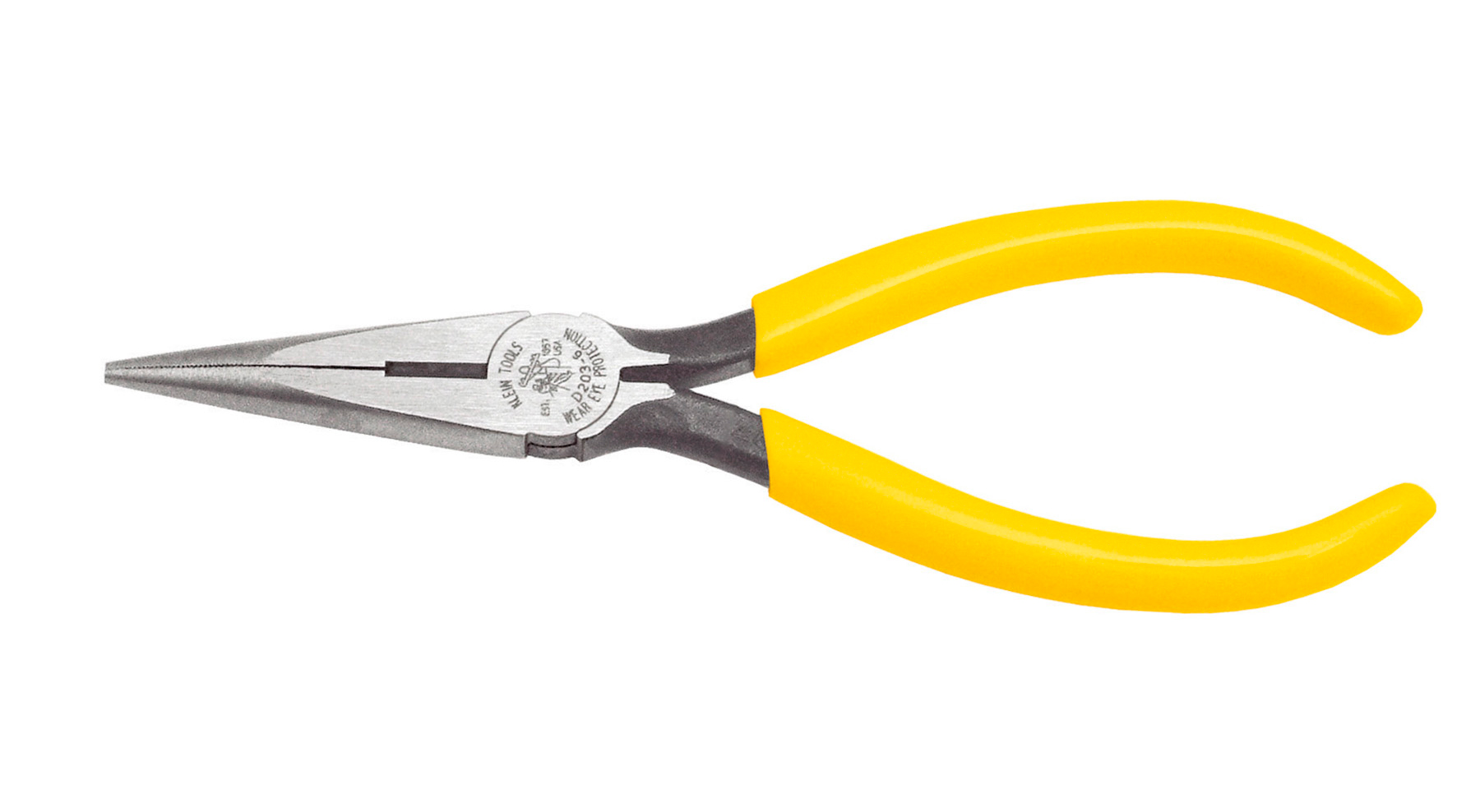
Klein Tools D203-6

ラジオペンチはペンチの一種。昭和のラジオ全盛期の時代に登場したペンチで、もとは電気工作用に作られた工具で、その代表する電気機器がラジオであったことより、ラジオペンチ、愛称「ラジペン」と呼ばれる。英語では 単に"pliers"、needle-nose pliers または long-nose pliers 若しくは"long-nose cutting pliers"と呼ぶ。

## 概要
切る、曲げる、引っぱる、挟むなど多機能で、電子機器の配線や小さな部品をつかむために先端が細くなっている。先端がまっすぐなものと、曲がっているものがある。電工用としての役目が減った現在でも、様々な場面で使われている。
銅線や針金を切ったり、細工したり、小さい部品等を挿入したり取り出したりするための工具である。ペンチに比べ、狭い箇所の細工や細い銅線・針金等を切断するのに適している。ラジオペンチの先端部は物をつかむ役割の部分で、凹凸のスジが付けてあり、物を挟んだときに滑らないようになっている(「くわえ部」と呼ばれる)。先端になるほど細くなっていて、その太さは色々のサイズのものがあり、用途によって選ばれる。JIS（日本工業規格）では、B4631ラジオペンチ (Round nose chain pliers with side cutters) に規定されている。
英語名でも解るように、カッタが付いたプライヤの一種である。他にも色々の同様外観を持っていて、使用目的の異なるプライヤがある。

## 丸ペンチ

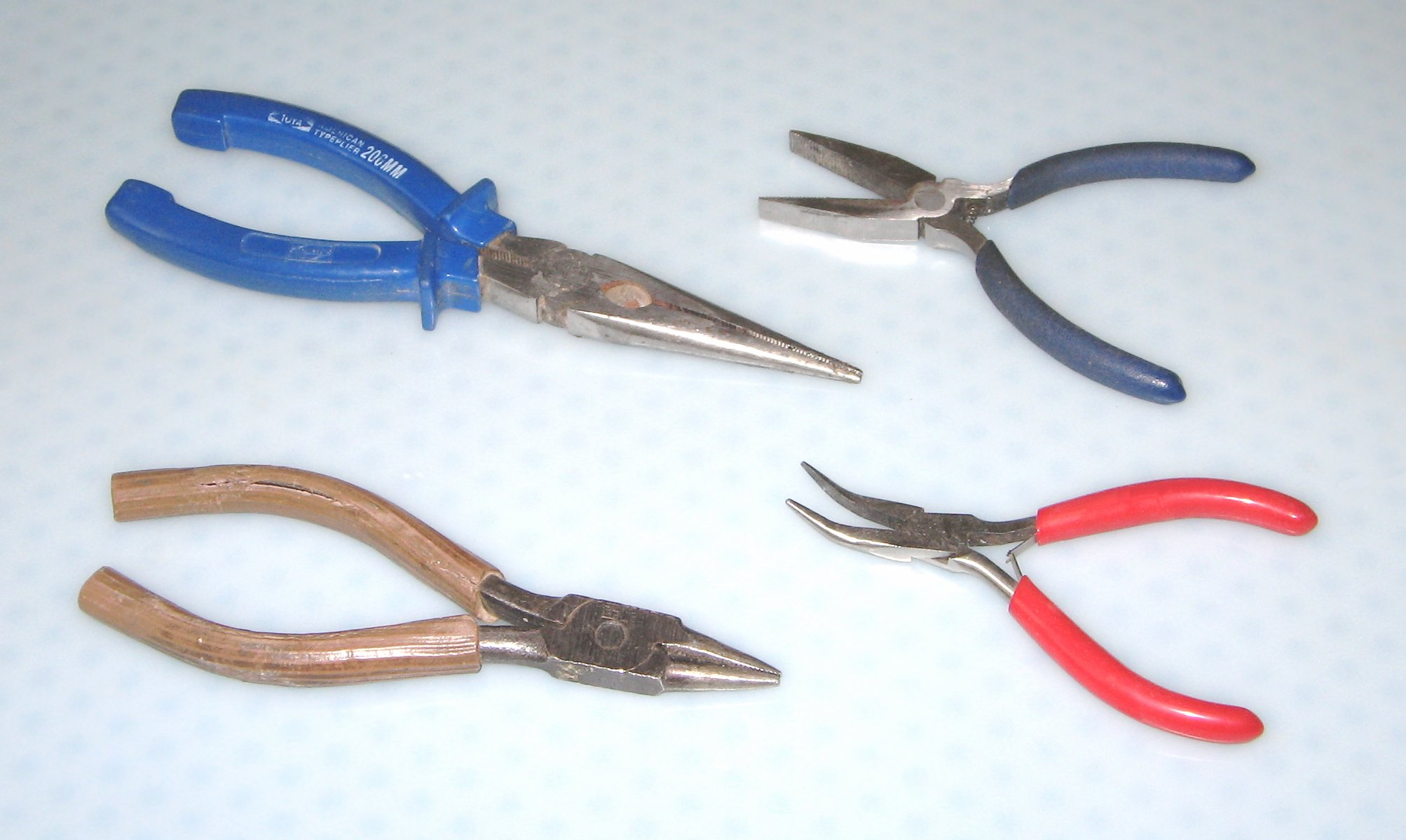
左上から右回りにラジオペンチ、平口電話専用プライヤ、ベントヘッドメカニックプライヤ、丸ペンチ

丸ペンチとは、切断機能のないラジオペンチで、JIS B4624 に規定されている。これらは普通のペンチより小型で、先端が円錐状になっている。平坦部が存在しない(接触は面ではなく円錐面上の線で賄われている)ものもある。電気通信機器やラジオ・テレビ等に使う工具で、銅線・鉄線の曲げ加工にも使用される。先端は、細く仕上げてあり、細長いタイプや曲がっているタイプがある。

## メカニックプライヤ（グリッププライヤ）
プロの自動車整備用を主目的としたメカニックプライヤ (Mechanics’ Pliers)、グリッププライヤ (Gripping Pliers)、 電話工事専用工具のテレフォンプライヤ (Telephone Pliers) と呼ばれる「つかむことのみを目的機能」とした商品も、日本以外のメーカには多くの種類がある。先端が幅広で薄いタイプ（JISでは先長平口ペンチまたは、リードペンチと呼ぶ）等、色々の形状をしているものがある。
これらのプライヤは、一見、外観はラジオペンチとよく似ているが、ラジオペンチとの大きな違いは、切断用の刃が付いていないことである。切断刃のあるラジオペンチとないメカニックプライヤでは、ハンドルを握ったときに最初に支点より先の左右何処が当たるかを、重視して製造されているかで大きく異なる。当然、ラジオペンチは切断を優先して刃の部分に隙間がないことを、またメカニックプライヤははさむことを目的として先端のはさみ部に隙間がないことを重視して作られている。このことより、使用目的からどちらの工具を選択すべきかが決まる。